# Gare d'Interlaken-Est
La gare d'Interlaken-Est (en allemand, Bahnhof Interlaken Ost), est une gare ferroviaire de Suisse, située dans la ville bernoise d'Interlaken.

## Situation ferroviaire
Interlaken-Est est un important nœud ferroviaire au centre de trois lignes.
La gare est située au point kilométrique (PK) 27,9 et à l'extrémité de la Thunerseebahn (ligne de Thoune à Interlaken).
Elle est également au PK 74 et à l'extrémité de la ligne à voie métrique de Lucerne à Interlaken (Brünigbahn).
Elle est origine de l'autre ligne à voie métrique, Berner Oberland-Bahn.

## Histoire
En 1872, la ligne à voie normale Bödelibahn ouvre de Därligen à Interlaken (aujourd'hui Interlaken-Ouest).
Deux ans plus tard, le 1er juillet 1874, la ligne est étendue vers Bönigen via une nouvelle gare appelée Interlaken Zollhaus.  En 1890, la ligne à voie métrique Berner Oberland Bahn ouvre à partir de Zollhaus, vers Lauterbrunnen et Grindelwald ; De ce fait, la gare d'Interlaken Zollhaus devenant plus importante, fut renommée Interlaken-Est. Au même moment, la gare originelle Interlaken devient Interlaken-Ouest.

## Service des voyageurs

### Desserte
Depuis le 9 décembre 2012, le TGV Lyria qui dessert en quotidien Berne, continue sa route vers Interlaken-Est. Le trajet retour sur la section Interlaken - Berne se fait uniquement le samedi et le dimanche. Ce prolongement est néanmoins supprimé en décembre 2017.